# しん次元! クレヨンしんちゃん THE MOVIE 超能力大決戦 〜とべとべ手巻き寿司〜
『しん次元！ クレヨンしんちゃん THE MOVIE 超能力大決戦 〜とべとべ手巻き寿司〜』（しんじげん クレヨンしんちゃん ザ・ムービー ちょうのうりょくだいけっせん とべとべてまきずし）は、2023年8月4日公開の日本のCGアニメーション映画。
本作は『激突! ラクガキングダムとほぼ四人の勇者』（2020年）以来となる臼井の原作漫画を原案とした作品であり、単行本26巻収録の番外編『しんのすけ・ひまわりのエスパー兄妹』を基にしている。
シリーズでは初となる3DCGを採用した作品。これまで映画タイトルに必ず先に「映画」をタイトルに加えていたが、今作は「しん次元!」になり、「クレヨンしんちゃん」の後に「THE MOVIE」になるのは初である。タイトルロゴやしんのすけの服装は原作漫画に準拠したものになっている。

## あらすじ
ある日、野原しんのすけと妹のひまわりは不思議な光によって超能力に目覚める。その後、国際エスパー調整委員会の顧問・ 池袋教授と、同委員会埼玉支部職員・ 深谷ネギコの手ほどきで、超能力の才能をさらに広げていく。
同じころ、派遣社員としてティッシュ配りをしていた非理谷充は、警官に追われていたところを暗黒の光によって超能力に目覚める。もともと彼は悲惨な過去や大好きだったアイドルの結婚によって世界に恨みを抱いており、得た超能力を用いて破壊の限りを尽くそうとする。超能力を面白がっていたしんのすけも、非理谷の悪行を知るや否や、止めに入る。
そうこうしているうちに、超能力を予言した ヌスットラダマスの生まれ変わりを自称する ヌスットラダマス2世なる人物が非理谷の前に現れ、負のエネルギーを注入する。これにより非理谷は怪物となり、被害はさらに拡大する。そして、しんのすけは怪物の中に入って非理谷の過去を巡り、友達（仲間）になったことで彼を負の感情から解放する。
そして、非理谷は野原家と和解し、食事に誘われる。

## 本作品のオリジナルキャラクター
池袋教授
国際エスパー調整委員会の顧問。超能力を得た人物を探すべく野原家に訪れた。たまに色んな方言をして予言を面白くしたり、クラシックカーに拘るなどの一面を持っている。
原作にも同じポジションで登場する。
深谷ネギコ
国際エスパー調整委員会埼玉支部で働く女性。物を曲げる超能力を持つ。教授同様色んな方言を使う場面がある。
原作にも同じポジションで登場する。
非理谷充
悲惨な過去や推していたアイドルの結婚により、世界に恨みを持っている男性。
原作にも同様のポジションのキャラクターが登場するが、外見や過去、行った破壊行為が異なるほか、名前も最後まで明かされなかった。このため、本項では便宜上「悪のエスパー」とする。
ヌスットラダマス2世
本作の黒幕。令和てんぷく団のリーダー。超能力を予言したヌスットラダマスの生まれ変わりを自称し、あらゆる人々の負の感情を利用し、世界征服を目論む。実は池袋教授の友人である。
原作には登場しないオリジナルキャラクター。

## キャスト
- 野原しんのすけ - 小林由美子
- 野原みさえ - ならはしみき
- 野原ひろし - 森川智之
- 野原ひまわり - こおろぎさとみ
- 風間トオル、シロ - 真柴摩利
- 桜田ネネ - 林玉緒
- 佐藤マサオ - 一龍斎貞友
- ボーちゃん - 佐藤智恵
- 園長先生 - 森田順平
- よしなが先生 - 七緒はるひ
- まつざか先生 - 富沢美智恵
- 上尾先生 - 三石琴乃
- チーター - 大塚智子
- ひとし - 永澤菜教
- てるのぶ - 瀧本富士子
- ヨシりん - 阪口大助
- ミッチー - 大本眞基子
- 川口 - 中村大樹
- モンスター非理谷 - 丹羽正人
- ミツル〈5、8才〉 - 塙真奈美
- 萌美 - 渡辺理沙
- イケメン - 山口智広
- ジョン - 松尾佳子※ライブラリ出演
- エンゾG - 掛川裕彦※ライブラリ出演
- 深谷ネギコ - 鬼頭明里
- 池袋教授 - 鈴木もぐら（空気階段）
- ヌスットラダマス2世 - 水川かたまり（空気階段）
- 非理谷充 - 松坂桃李[5]
- その他キャスト - 中務貴幸、村井雄治、田中光、福原かつみ、広瀬さや、金田愛、前田玲奈、中村源太、武蔵真之介、前迫有里紗、月嶋真弓、嶋野花

## スタッフ
| 原作                                 | 臼井儀人（らくだ社） |
| 監督・脚本                           | 大根仁 |
| 音楽                                 | 岩崎太整 |
| 製作                                 | 梅澤道彦 西新 野田孝寛 箕浦克史 市川南 小川洋一 長坂信人 河野聡                                                                                       |
| エグゼクティブプロデューサー         | 梅澤道彦 島村達雄 |
| プロデューサー                       | 吉田有希 馬渕吉喜 佐野敬信 鶴崎りか 秋山倫子 鈴木健介 和田梨郁                                                                                        |
| 脚本協力                             | 黒住光 |
| 絵コンテ・アニメーションディレクター | 黒川十茂輝 小野航 吉田裕行 |
| アートディレクター                   | 勝又典子 |
| CGスーパーバイザー                   | 服部高明 |
| キャラクター/bg/プロップデザイナー   | 勝又典子 桃内力 安藤七恵 加藤未起子 |
| キャラクターデザイン原案             | 末吉裕一郎 |
| bgデザイン                           | 中村隆（art team comvoy Inc.） |
| 2Dデザイン                           | 大野直美 前田柚綺 |
| CGプロデューサー                     | 小池学 |
| CGラインプロデューサー               | 畑中亮 |
| 編集                                 | 大関泰幸 |
| スペシャルサンクス                   | 八木竜一 |
| 音響プロデュース                     | 北原京子 |
| セリフ演出・整音                     | 山田陽 |
| 音響制作                             | サウンドチーム・ドンファン |
| 音響効果                             | 岡瀬晶彦 |
| フォーリーアーティスト               | 森川永子 鋤柄務 |
| Co.プロデューサー                    | 西川由香里 |
| アシスタントプロデューサー           | 赤木あい |
| 中国製作                             | 陳金歓（Open Culture Entertainment） |
| 制作プロダクション                   | 白組 シンエイ動画 |
| 製作                                 | しん次元クレヨンしんちゃん製作委員会 シンエイ動画 テレビ朝日 ADKエモーションズ 双葉社 東宝 白組 オフィスクレッシェンド バンダイナムコフィルムワークス |
| 配給                                 | 東宝 |

## 制作
構想を含め、製作期間は7年におよぶ。制作担当の白組は『ツヤツヤもちもちカラフル』をテーマに、原作やアニメ版へのリスペクトを込めて制作したとコメントしている。
白組による3DCGアニメ『STAND BY ME ドラえもん』が公開された後、「CGのしんちゃんを見たい」という要望が寄せられるようになった。シンエイ動画と白組のトップは3DCG化の実現を疑問視しつつも実現出来たらすごいという考えになり、実験が行われた。
3DCGモデルづくりには試行錯誤が重ねられ、テストフィルムの中には『STAND BY ME ドラえもん』に寄せたものや、髪にボリュームを持たせたものもあったが、原作を3D化してはどうかという提言が寄せられ、最終的には原作のデザインを3DCGに落とし込んだデザインが採用され、これを基にした白黒のパイロットフィルムが制作された。とはいえ、空間の中にキャラクターを置く3DCGの手法では、2Dの表現だと不自然になってしまうことがあった。吉田は本作のラインプロデューサーである白組の畑中亮との対談の中で、2Dと3DCGの根本的な違いを思い知らされたと振り返っている。
キャラクターのうち、初期のしんのすけの3DCGモデルでは尻の表現が生々しいほど過剰すぎたため、最終案では表現を抑えたものが採用された。また、参考として用意された2Dアニメーションのグラフィックには、ひろしが短足になっているなどのばらつきがあったため、プロデューサーの馬渕吉喜は、3DCGモデルの体型の基準づくりに白組が苦労したのだろうと、もう一人のプロデューサーである吉田有希との対談の中で語っている。
監督には、『バクマン。』などの実写作品で知られる大根仁が起用された。
吉田は同作を見た際、連載漫画という長い作品を2時間の映画にまとめた手腕を評価し、アニメでもその核心をつかむと感じていた。また、大根が参加したテレビドラマ『週刊真木よう子』では笑いをうまく扱っていたことから、『クレヨンしんちゃん』の遊び心も表現できると考え、起用に至った。
馬渕は大根の仕事ぶりについて、『クレヨンしんちゃん』に敬意を払い、原作を崩壊させずにことを進めていると感じたと吉田との対談の中で振り返っている。
一方、アニメでは事前にコンテを用意する都合上、実写のように多数の映像素材から取捨選択することはできないため、脚本と「設計図」をあらかじめ多めに用意するところから始まった。これに関連して、大根作品への参加が多い大関泰幸が編集技師として起用された。
コンテの段階でコロナウイルスが流行したことから、各種工程がリモート化された。
ゲストキャラクターのひとりである非理谷充のデザインは、序盤のティッシュ配りの姿（第1形態）、超能力を得た時の姿（第2形態）、ヌスットラダマス2世に負のエネルギーを注入された直後の姿（第3形態）、怪獣（第4形態）の計4形態が用意された。うち、第3形態と第4形態は白組の社内コンペでデザイン案が募られ、複数の案を基にアートディレクターが落とし込む形で完成させた。ただ、第4形態は大根のイメージに合うデザインが見つからなかったため、大根とともにイメージが近いデザインを選定した。

### ストーリー・セッティング
大根が「自分は何かテーマがあるとやりやすい」と言っていたこともあり、吉田から「3DCGで表現すると面白い話」と「大根が作ると面白い話」の両軸で、原作のエピソードがいくつか候補として挙げられた。なかでも「しんのすけ・ひまわりのエスパー兄妹」は3DCGにすると見栄えがして、お祭り感のある映像になると吉田は考え、大根も気に入った様子を見せた。
原作との相違点として、副題にもなっている手巻き寿司が劇中の主要アイテムとなっている。また、原作では野原一家が主体となっていたのに対し、本作ではかすかべ防衛隊をはじめとするふたば幼稚園の園児や職員達、川口、ミッチーとヨシリン等のキャラクターが登場している。
しんのすけ役の小林由美子は、原作における悪のエスパーに相当する非理谷充について、「30歳という年齢でありながらも、一見すると20歳手前に見えるほど幼い。また、大好きなアイドルのためにお金をつぎ込めるほどの余裕があるものの、どこか満たされず、常に誰かのせいにして暴走してしまう」という人物像がリアルだと感じだとひまわり役のこおろぎさとみとの対談の中で語っている。こおろぎも非理谷の人物像について、特別な感じはしなかったという。一方、非理谷充役の松坂桃李も、誰もが持つであろう心のうちのもやもやを消化できずに爆発させてしまったが、しんのすけとの出会いによって救われたと「ダ・ヴィンチ」とのインタビューの中で、話している。

### 演技・キャスティング
前述のとおり、制作中にコロナウイルスが流行しており、キャストの中にも罹患者が出てきたことから、個別収録をせざるを得なくなった。
2023年6月5日、声の特別出演として松坂桃李は非理谷充役、お笑いコンビ・空気階段の鈴木もぐらと水川かたまりはそれぞれ池袋教授役、ヌスットラダマス2世役に起用が決定した。非理谷役の松坂桃李は声優としての経験はあったものの、悪役は本作が初めてであり、心の機微を声のみで表現する苦労を明かした。また、過去の非理谷が登場する場面では年齢による演技付けにも悩んでおり、複数のパターンをとって、大根と相談しながら方向性を決めたとも話している。ゲストヒロインである深谷ネギコを演じた鬼頭明里は幼少期から『クレヨンしんちゃん』に親しんでおり、ネギコを演じられると聞いた時はうれしく、しんのすけの目線で見た物語を別の視点からみられるのは感慨深かったと、小林との対談の中で振り返っている。小林は鬼頭との対談の中で、ネギコはこれまでの映画クレヨンしんちゃんのヒロイン同様芯のあるキャラクターなので、かわいらしさと強さを併せ持った鬼頭に相応しいと話している。
空気階段は、大根が彼らのラジオ番組『空気階段の踊り場』を聞いていたことがきっかけで起用された。2人の収録は2022年3月ごろに行われた。収録はコンビの単独ライブ「fart」の合間に行われていたため、喉のケアにも注意が払われた。
池袋教授役の鈴木もぐらは自然体で演技してよいといわれ、深く考えることなく演じた。逆に、ヌスットラダマス2世役の水川かたまりは「今までに出したことない声で演技しろ」と言われて非常に苦労したと、2023年の「ナタリー」によるゲスト座談会の中で振り返っている。また、アフレコの時点では既にほかのキャストの声が入っていたため、その中に自分の声を合わせなければいけなかったこともプレッシャーだったと水川は2023年の「CINRA」によるインタビューの中で振り返っている。
クレヨンしんちゃん初の3DCG作品になるということから、レギュラーメンバーのうち、しんのすけ役の小林由美子は2019年ごろからそのことを知らされており、早い段階から読み合わせやアフレコに参加していた。また、しんのすけが非理谷と心を通わせる場面については、やりすぎぐらいがいいという指示があったと小林は2023年のゲスト座談会の中で振り返っている。
ひまわり役のこおろぎさとみは、ふだん兄と行動を共にしているため、特別何かを変えることはせず、心の赴くままに演じたと小林との対談の中で話している。

## 音楽

### 主題歌・挿入歌
本作では従来の映画シリーズと異なり、テレビアニメ版のオープニングテーマは流れない。エンディングテーマのサンボマスターは大根の推薦で起用された。
- エンディングテーマ「Future is Yours」（ビクターエンタテインメント / Getting Better）
  - 作詞・作曲 - 山口隆 / 歌 - サンボマスター[1][18]
- 劇中使用曲「キミノヒトミニコイシテル」
  - 作詞・作曲・編曲 - 小西康陽 / 歌 - 深田恭子（ポニーキャニオン）
- 劇中使用曲「仁義なき戦い」
  - 作曲 - 津島利章 / 編曲 - 波立裕矢
- 劇中使用曲「大きな栗の木の下で」
  - 編曲 - 岩崎太整

## プロモーション
前作『もののけニンジャ珍風伝』の本編後の予告では、3DCGで描かれた野原しんのすけがキックボードで町を走っていき、「しん次元!」のテロップとGW映画と表示される予告映像が公開されており、同年12月10日に公開された超特報映像でタイトルと2023年夏の公開予定を発表。その後、2023年2月23日に公開日が8月4日予定であることが発表された。また、夏の公開は『謎メキ!花の天カス学園』等の公開延期した作品を除くと『アクション仮面VSハイグレ魔王』の第1作以来、30年ぶりで、8月公開は初となった。また、本作以降は映画の公開時期が夏に変更になった。
2023年6月5日、完成報告会見が開催された。
本作の封切りの翌日の8月5日には、テレビシリーズにて「巻いて巻いて超能力SP」と題して、本映画に関連した「エスパーマサオだゾ」と「今夜は手巻き寿司だゾ」の二本のエピソードに加え、本作の冒頭場面も放送された。

## 公開
日本では、2023年（令和5年）8月4日に全国公開された。

### 興行成績
|                                        | 動員数 （万人） | 動員数 （万人） | 動員数 （万人） | 興行収入 （億円） | 興行収入 （億円） | 備考                                        |
| 週末                                   | 週末            | 累計            | 週末            | 累計              |                   | 備考                                        |
| -------------------------------------- | --------------- | --------------- | --------------- | ----------------- | ----------------- | ------------------------------------------- |
| 1週目の週末 （2023年8月4日・5日・6日） | 2位             | 32.2            | 32.2            | 4.0               | 4.0               | [ 21 ] [ 22 ]                               |
| 2週目の週末 （8月11日・12日・13日）    | 4位             |                 | 89.5            | 3.5               | 10.9              | [ 23 ] [ 24 ]                               |
| 3週目の週末 （8月18日・19日・20日）    | 5位             |                 | 138.3           | 1.9               | 16.8              | [ 25 ] [ 26 ]                               |
| 4週目の週末 （8月25日・26日・27日）    | 6位             |                 | 165.3           | 1.5               | 20.0              | [ 27 ] [ 28 ]                               |
| 5週目の週末 （9月1日・2日・3日）       | 8位             |                 | 179.6           | 0.8               | 21.7              | [ 29 ] [ 30 ]                               |
| 6週目の週末 （9月8日・9日・10日）      | 10位            |                 | 184.8           |                   | 22.4              | [ 31 ] [ 32 ]                               |
| 7週目の週末 （9月15日・16日・17日）    | 圏外            |                 | 190.7           |                   | 23.1              | 累計動員・興収は9月18日（祝日）までのもの。 |
| 8週目の週末 （9月22日・23日・24日）    | 圏外            |                 | 193.4           |                   | 23.4              |                                             |
| 9週目の週末 （9月29日・30日・10月1日） | 圏外            |                 | 195.5           |                   | 23.7              |                                             |
| 10週目の週末 （10月6日・7日・8日）     | 圏外            |                 | 198.8           |                   | 24.1              | 累計動員・興収は10月9日（祝日）までのもの。 |
| 11週目の週末 （10月13日・14日・15日）  | 圏外            |                 | 200.0           |                   | 24.2              |                                             |
| 12週目の週末 （10月20日・21日・22日）  | 圏外            |                 | 200.7           |                   | 24.3              |                                             |

## メディアミックス

### 漫画
コミカライズが『月刊まんがタウン』（双葉社）にて、2023年2月号より同年9月号まで連載された。クレジットは原作：臼井儀人、作画：高田ミレイ、監修：しん次元クレヨンしんちゃん製作委員会。

### 小説
本作の公開二日前には、双葉社ジュニア文庫にてノベライズ版が発売された。

## 映像ソフト化
2024年3月6日、BDとDVDがバンダイナムコフィルムワークスから、しんちゃんシリーズ初のエモーションレーベルで発売された。BDのみ特装限定版も有り。

## その他
本作の公開に合わせて、『DVDTVシリーズ クレヨンしんちゃん 嵐を呼ぶイッキ見!!!飛べ飛べ!エスパー兄妹!!超能力は超協力だゾ!編』が、2023年7月26日に双葉社より発売された。

### 特番・メディア出演
特番として空気階段、松坂桃李、小林由美子が本作の魅力を語る「アレコレ！カタル寿司」が放送された。2023年7月19日には、『秋山と映画』に、本作の主題歌を歌うサンボマスターとしん次元しんちゃんが登場し、本作について語った。その他、モーニングショー、ワイド!スクランブル、グッド!モーニングにも映画公開の記念としてしん次元しんちゃんが登場した。（「グッド!モーニング」では普通のしんちゃんは毎日平日に時報を読み上げている）

### 次回作
本作のエンドロールの後にも、次回作の予告があり、現行TVシリーズ等による作風で、しんのすけがシロを連れて散歩している時に、二種類の恐竜が突如現れて、プテラノドンが通り過ぎた後、ティラノサウルスの首に乗っかるしんのすけとシロであった。12月9日に『クレヨンしんちゃん』の放送の最後にて、正式タイトルが『クレヨンしんちゃん オラたちの恐竜日記』に決定した。
本作が公開された2023年には通常の2Dアニメによる劇場版は公開されなかったが、あくまでも本作は通常の劇場版シリーズの1作品ではなく番外編として扱われていることが『オラたちの恐竜日記』が「31作目」と明記されたことにより判明している。

### 評価
本作の悪役である非理谷充は弱者男性として描かれており、また『オトナ帝国の逆襲』や『ロボとーちゃん』から本作までの間に弱者男性の定義が「下方修正」されたことで、そんな彼を「基本設定は変化していないにもかかわらず」「平凡なサラリーマン」だが「勝ち組」になったひろしが応援する「様子がなかなかのグロさ」で「一切の甘えを許さない残忍ささえ感じた」と女子SPA!のライターの望月悠木は評している。

### テレビ放送
次作『オラたちの恐竜日記』の公開に合わせて、2024年8月4日午前10時より、テレビ朝日や瀬戸内海放送など一部系列局にて特別編集版としてテレビ初放送された。